# UFC 189
 UFC 189: Mendes vs. McGregor  foi um evento de Artes Marciais Mistas promovido pelo Ultimate Fighting Championship, ocorrido em 11 de julho de 2015 no MGM Grand Garden Arena em Las Vegas, Nevada. 

## Background
O evento principal seria a luta entre o atual campeão José Aldo e o desafiante Conor McGregor pelo Cinturão Peso Pena do UFC, contudo, após sofrer uma lesão na costela, o brasileiro desistiu de lutar. Para enfrentar McGregor, foi colocado o ex-desafiante Chad Mendes e a luta valerá pelo Cinturão Interino.
Ocorrerá também mais uma disputa de cinturão, será a revanche entre o atual campeão Robbie Lawler e o desafiante Rory MacDonald pelo Cinturão Meio Médio do UFC. Na primeira luta, no UFC 167, Lawler venceu por decisão dividida.
Matt Brown era esperado para enfrentar Nate Diaz no evento. No entanto, Diaz não aceitou a luta e foi substituído por Tim Means.
John Hathaway era esperado para enfrentar Gunnar Nelson no evento. Porém, uma lesão tirou Hathaway da luta e ele foi substituído por Brandon Thatch. Thatch era esperado para enfrentar John Howard nesse mesmo evento, então Cathal Pendred foi
colocado para enfrentar Howard.

## Card Oficial
Nota 1 Pelo Cinturão Peso Pena Interino do UFC.

## Bônus da Noite
- Luta da Noite:  Robbie Lawler vs.  Rory MacDonald
- Performance da Noite:  Conor McGregor e  Thomas Almeida

## Ligações Externas
1. ↑  Nota 1